# Marca Geronis

La parte verdosa del mapa en el noreste excepto la Marca Billunga corresponde a la marca Geronis; nótese que la Marca de Merseburgo era una de sus particiones.

La división de la Marca Geronis a partir de 965: Marca del Norte, Marca de Lusacia, Marca de Misnia, Marca de Merseburgo y Marca de Zeitz.

La Marca Geronis ("marca de Gero") fue una vasta supermarca a mediados del siglo X. Fue creada probablemente por Tietmaro (en la década de 920) y pasó consecutivamente a sus dos hijos: Sigfrido y Gerón I. A la muerte de Gero en 965 fue dividida en cinco (algunas veces seis) marcas diferentes: Marca del Norte, Marca Sajona Oriental, Misnia, Zeitz y Merseburgo. 
Dado que la sede condal de Sigfrido y Gerón fue Merseburgo ha sido denominada en ocasiones la Marca de Merseburgo. Sin embargo, existe una marca de Merseburgo que surgió de esta después de 965. Debido a que su diócesis central era Magdeburgo, en ocasiones es denominada asimismo la Marca de Magdeburgo (en alemán: Magdenburger Mark). Otros historiadores prefieren llamarla Marca (Sajona) Oriental u Ostmark, pero estos términos también son aplicados a otra marca que surgió de esta a partir de 965. Dado que la marca Geronis fue creada simultáneamente con la Marca Billunga más al norte, en ocasiones se refiere a ella como la mitad sur de la Marca Oriental. Algunos historiadores incluso la denominan "Marca de Misnia"." En una sola página, James Westfall Thompson se refiere a ella tanto como la "Marca Soraba" como la "Marca Turingia".
Parte de la complicación de la determinación del territorio de la marca sobre el cual Gero gobernaba deriva de la naturaleza del título de margrave en la Sajonia del siglo X. Pudo tener un significado de gobierno territorial, pero, por otro lado, pudo haber sido un título honorífico para condes especialmente poderosos, no significando más que una preeminencia en proporcionar defensa a las provincias de sus condados. Se ha sugerido que las jurisdicciones de la marca incluso se superponían con las provincias.
En 965, Merseburgo se convirtió en el centro de una marca más restrictiva y más pequeña, perteneciente a Gunter. A la muerte de Gunter en 982, fue unida a la Marca de Misnia.